# Emilio Massera
Emilio Eduardo Massera, argentinski admiral, * 19. oktober 1925, Buenos Aires, † 8. november 2010.
Massera je bil vrhovni poveljnik Argentinske vojne mornarice (1974–1978) in eden vodilnih članov argentinskega državnega udara leta 1976 ter pozneje član vojaške junte, ki je vladala Argentini. Leta 1981 se je razvedlo, da je član prostozidarske lože P2 (tudi Propaganda Due). Mnogi smatrajo, da je bil Massera pobudnik umazane vojne proti političnim nasprotnikom, v kateri je izgubilo življenje med 13.000 in 30.000 državljanov.

## Življenjepis
Leta 1942 je vstopil v Pomorsko vojaško šolo Argentine, kjer je študij končal leta 1946 in postal častnik. Po t. i. Revolución Libertadora leta 1955 je Massera vstopil v Pomorsko informacijsko službo. V svoji vojaški karieri je zasedal različne položaje: med drugim je bil tako poveljnik šolske ladje ARA Libertad in Pomorske flote (1973). Leta 1974 je bil povišan v polnega admirala in bil imenovan za poveljnika Argentinske vojne mornarice, potem ko je vlada v pokoj poslala več višjih admiralov. 
V letih 1976–78 je bil član (skupaj s Videlo in Agostijem) vojaške junte, ki je odstavila predsednika Martíneza de Perón in de facto vladala Argentini v času t. i. nacionalnega reorganizacijskega procesa. Septembra 1978 je odstopil s položaja vrhovnega poveljnika vojne mornarice in člana junte. Leta 1981 je odpotoval v Bukarešto.
Po koncu vojaške diktature leta 1983 ga je sodišče obsodilo na dosmrtno ječo in degradacijo zaradi kršitev človekovih pravic. 29. decembra 1990 ga je takratni predsednik Carlos Menem pomilostil. Vse do leta 1998 je bil svoboden, nato pa je bil ponovno zaprt zaradi nadaljnih preiskav glede ugrabitve in zamenjave identitete mladoletnih oseb,  mučenja, nelegalnih zaporov in usmrtitev v času diktature. Prav tako je moral pojasniti izdajo diplomatskih potnih listov članov P2 V priporu je leta 2004 doživel hujšo možgansko kap, zaradi česar je bil 17. marca 2005 razglašen za nesposobnega, zaradi česar so bili vsi sodni postopki proti njemu ustavljeni. 
Massera je umrl 8. novembra 2010 zaradi nove kapi v Pomorski bolnišnici v Buenos Airesu. Pokopali so ga v tajnosti, pri čemer se je pogreba udeležilo le 10 ljudi, brez predstavnikov vlade ali oboroženih sil.